# Al Barkanyene
Al Barkanyene (en àrab البركانيين, al-Barkāniyyīn; en amazic ⵉⴱⵔⴽⴰⵏⵢⵢⵏ) és una comuna rural de la província de Nador, a la regió de L'Oriental, al Marroc. Segons el cens de 2014 tenia una població total de 2.540 persones.